# Jan Potocki
Jan Potocki (AFI: [ˈjan pɔˈtɔt͡skʲi]; Podolia, 8 marzo 1761 – Vinnycja, 23 dicembre 1815) è stato uno scrittore polacco.

## Biografia
Discendente della famiglia Potocki, che possedeva vaste proprietà in tutta la Polonia, Jan era il figlio del conte Stanisław Potocki e di Anna Teresa Ossolińska. All'età di sette anni, insieme al fratello Severyn, visse in Svizzera e in Francia. Studiò a Ginevra e a Losanna. 

## Carriera
Prestò servizio due volte nell'esercito polacco come capitano degli ingegneri e passò un po' di tempo in una galea come novizio dei cavalieri di Malta. La sua vita movimentata lo condusse in Europa, Asia e Nord Africa, dove fu coinvolto in intrighi politici, si avvicinò a società segrete e contribuì alla nascita dell'etnologia: fu uno dei primi a studiare i precursori dei popoli slavi considerando la linguistica e un punto di vista storico.
Nel 1790 fu il primo polacco a viaggiare in mongolfiera salendo a Varsavia con l'aeronauta Jean-Pierre Blanchard. Trascorse un po' di tempo in Francia e al suo ritorno in Polonia divenne un noto pubblicista, pubblicando giornali e opuscoli, in cui sosteneva varie riforme; fondò nel 1788 a Varsavia la casa editrice Drukarnia Wolna, nonché la prima sala di lettura gratuita in città. Ebbe rapporti spinosi con il re Stanislao II Augusto e fu molto critico nei confronti dell'ambasciatore russo Otto Magnus von Stackelberg.
Nel 1796, nel suo libro "Frammenti storici e geografici sulla Scizia, la Sarmatia e gli slavi" espresse un'idea nuova per l'epoca, secondo cui gli ucraini sono un popolo distinto da quello russo.
Nel 1805 si recò in Estremo Oriente come capo scientifico della missione diplomatica del conte Golovkin. L'anno successivo fu eletto membro onorario dell'Accademia imperiale delle scienze. Come quasi tutti i membri della sua famiglia, Jan Potocki appartenne presumibilmente alla massoneria.
Egli scrisse anche atti unici per il teatro, alcuni racconti, un diario di viaggio nelle steppe di Astrachan' e del Caucaso e degli apologhi.

### Manoscritto trovato a Saragozza
L'opera più famosa di Potocki, originariamente scritta in francese, è Manoscritto trovato a Saragozza, romanzo dotato di una complessa struttura narrativa, costituita da storie concatenate una dentro l'altra in una maniera che ricorda vagamente il Decameron o Le mille e una notte.
Il titolo del libro è spiegato nella premessa, narrata da un ufficiale francese senza nome che descrive la sua scoperta fortuita di un affascinante manoscritto spagnolo durante il sacco di Saragozza nel 1809, nel corso delle guerre napoleoniche. Poco dopo l'ufficiale francese viene catturato dagli spagnoli e privato dei suoi averi, ma un ufficiale spagnolo riconosce l'importanza del manoscritto e durante la prigionia del francese lo spagnolo lo traduce per lui in francese.
Il manoscritto è stato scritto da un giovane ufficiale della Guardia vallona, Alphonse van Worden. Nel 1739, mentre era in viaggio verso Madrid per servire con l'esercito spagnolo, nella Sierra Morena, per un periodo di sessantasei giorni, incontra un variegato gruppo di personaggi, tra cui principesse musulmane, zingari, fuorilegge e cabalisti, che gli raccontano una serie intrecciata di storie bizzarre, divertenti e fantastiche che registra nel suo diario.
Le sessantasei storie coprono una vasta gamma di temi, soggetti e stili, tra cui l'horror gotico, le avventure picaresche e i racconti comici, erotici e morali. Le storie riflettono l'interesse di Potocki per le società segrete, il sovrannaturale e le culture orientali, e sono illustrate con le sue dettagliate osservazioni dei costumi europei del XVIII secolo, in particolare quelli della società spagnola dell'alta borghesia.
Molte delle località descritte nei racconti sono luoghi reali e regioni che Potocki avrebbe visitato durante i suoi viaggi, mentre altri sono racconti romanzati di luoghi reali.
Mentre c'è ancora qualche controversia sulla paternità del romanzo, ora è generalmente accettato che sia stato scritto da Potocki. Cominciò a scriverlo nel 1790 e lo completò nel 1814, un anno prima della sua morte, anche se si pensa che la struttura del romanzo sia stata completamente mappata nel 1805.
Il romanzo non fu mai pubblicato nella sua interezza durante la vita di Potocki. Un'edizione di prova contenente i primi dieci giorni fu fatta circolare a San Pietroburgo nel 1805 e un secondo estratto fu pubblicato a Parigi nel 1813, quasi certamente con il permesso di Potocki. Una terza pubblicazione, combinando entrambi i precedenti estratti, fu pubblicata nel 1814, ma sembra che al momento della sua morte Potocki non avesse ancora deciso la forma finale del romanzo.
Le sezioni dei manoscritti originali vennero in seguito perse, ma sono sopravvissute in una traduzione polacca realizzata nel 1847 da Edmund Chojecki da una copia completa in francese, ora perduta.
La versione più recente e completa in lingua francese, curata da François Rosset e Dominique Triaire, è stata pubblicata nel 2006 a Lovanio, in Belgio, nell'ambito di un'edizione critica accademica delle opere complete di Potocki. L'edizione di Rosset e Triaire è stata condotta esclusivamente sui manoscritti in lingua francese di Potocki trovati in diverse biblioteche in Francia, in particolare manoscritti precedentemente sconosciuti scoperti a Poznań, in Spagna e in Russia, così come nella collezione privata degli eredi di Potocki. Identificarono due versioni del romanzo: una incompiuta, del 1804 e pubblicata nel 1805, e la versione completa del 1810, che sembra essere stata completamente riconcepita rispetto alla versione del 1804. Considerando che la prima versione ha un tono più leggero, più scettico, la seconda tende verso uno stato d'animo più oscuro e religioso. In vista delle differenze tra le due versioni, quelle del 1804 e 1810 furono pubblicate come due opere separate. Le edizioni in brossura furono pubblicate all'inizio del 2008 da Flammarion .
La prima edizione in italiano fu pubblicata nel 1965, edita da Adelphi e contenente le prime quattordici giornate. La prima edizione integrale fu pubblicata da Guanda nel 1990. Il romanzo di Potocki è diventato ampiamente conosciuto in occidente attraverso l'elegante adattamento in bianco e nero prodotto in Polonia nel 1965: Il manoscritto trovato a Saragozza (Rękopis znaleziony w Saragossie), diretto da Wojciech Has e con Zbigniew Cybulski nei panni di Alphonse van Worden.
Quest'opera venne positivamente studiata anche per ciò che vi si enuclea dal punto di vista massonico.

## Matrimoni

### Primo matrimonio
Sposò il 9 maggio 1783 a Wilanów la principessa Julia Lubomirska (1764-1794), figlia di Stanisław Lubomirski. Ebbero due figli:
- Alfred Wojciech Potocki (4 marzo 1786-23 dicembre 1862);
- Artur Stanisław Potocki (27 maggio 1787-30 gennaio 1832).

Fu un matrimonio infelice: Julia preferiva vivere con la madre a Parigi, dove conduceva una vita sociale attiva.

### Secondo matrimonio
Nel 1798 sposò la contessa Konstancja Potocka (1781-1852), figlia del generale d'artiglieria Stanisław Szczęsny Potocki. Ebbero tre figli:
- Irene Potocka (21 maggio 1797-4 settembre 1835): sposò il conte Heinrich Lubenski;
- Andrzej Bernard Potocki (1800-15 febbraio 1874);
- Teresa Potocka (1805-1868): sposò in prime nozze Henryk Yarozhinsky, in seconde nozze il conte Sebastian Badeni e in terze nozze Jurij Lakhman.

## Morte
Il 23 dicembre 1815 in preda alla depressione che a quel tempo veniva diagnosticata come melanconia, e secondo una leggenda popolare dall'ossessione di diventare un Lupo Mannaro, staccò una fragola d'argento che adornava il coperchio di una sua teiera, limandola giorno dopo giorno, e facendone una sfera. Quando raggiunse le dimensioni adatte la fece benedire dal prete del villaggio, quindi, ritiratosi nell'ufficio della sua biblioteca, mise la palla nella canna della pistola e si sparò alla tempia.

## Citazioni
- Lo scrittore viene citato nel racconto Tocco d'artista di Andrea Camilleri, all'interno della raccolta Un mese con Montalbano del 1998; dal racconto è stato tratto anche un episodio della serie Il commissario Montalbano, dove a sua volta si cita il personaggio.
- Nel romanzo di Alessandro Barbero Bella vita e guerre altrui di Mr. Pyle, gentiluomo il protagonista incontra lo scrittore durante il suo soggiorno a Pulawi, dove era ospite dei conti Czartoryski.
- Viene anche citato nel romanzo Il viaggiatore notturno di Maurizio Maggiani.
- Ne Il guardiano dei sogni di Paolo Maurensig, ed. Mondadori, è l'avo del coprotagonista.
- Daniel Pennac cita Potocki e il Manoscritto trovato a Saragozza ne Il paradiso degli orchi.
- La sua biografia viene ampiamente raccontata negli albi nn.270-271 di Martin Mystere, in cui si dà un'interpretazione della strana modalità del suicidio: lo scrittore sarebbe stato effettivamente un Licantropo e per questo avrebbe usato per suicidarsi un proiettile d' argento.